# Красный Яр (Мелеузовский район)
Красный Яр (баш. Ҡыҙылъяр) — хутор в Мелеузовском районе Республики Башкортостан Российской Федерации. Входит в состав Воскресенского сельсовета. 

## География

### Географическое положение
Находится на правом берегу реки Нугуш.
Расстояние до:
- районного центра (Мелеуз): 20 км,
- центра сельсовета (Воскресенское): 12 км,
- ближайшей ж/д станции (Мелеуз): 20 км.

## Население
| 2002 | 2009 | 2010 |
| ---- | ---- | ---- |
| 2    | ↘1   | →1   |